# HMS Jupiter (F85)
L'HMS Jupiter (Pennant number F85), quinta nave da guerra britannica a portare questo nome, è stata un cacciatorpediniere classe J della Royal Navy. Venne impostato nei cantieri Yarrow di Glasgow il 28 settembre 1937, varato il 27 ottobre 1938 ed entrò in servizio il 25 giugno 1939.

## Servizio
All'ingresso in servizio venne assegnato alla Settima Flottiglia Cacciatorpediniere della Home Fleet ma prima ancora di passare in servizio attivo vennero alla luce dei difetti nelle turbine che seguiranno la nave per tutto il suo servizio. Allo scoppio della seconda guerra mondiale entrò definitivamente in servizio con compiti di pattuglia nel Mare del Nord. Il 30 settembre subì leggeri danni in una collisione con l'HMS Jervis a Rosyth. Pochi giorni dopo, l'8 ottobre, ebbe un altro guasto alle macchine durante una missione e venne trainata dalla Jervis fino alla riparazione di fortuna effettuata dall'equipaggio. Nei primi mesi del 1940 entrò due volte in cantiere: nel mese di febbraio per l'installazione dell'equipaggiamento necessario per la smagnetizzazione dello scafo necessario per evitare le mine magnetiche utilizzate dalla Germania. Il secondo ciclo di lavori si ebbe nel mese di maggio durante il quale si intervenne sulle caldaie cercando di risolvere il problema della scarsa affidabilità della nave, soprattutto ad alta velocità.
Tornato in servizio con la Quinta Flottiglia, nel mese di luglio venne trasferito nel canale della Manica con compiti di pattugliamento anti invasione. Il 1º settembre 1940 partecipò alle operazioni di soccorso alle navi rimaste coinvolte nel Disastro di Texel al largo dei Paesi Bassi, trainando il cacciatorpediniere Express gravemente danneggiato dall'esplosione di una mina. Altri due cacciatorpediniere andarono perduti nello stesso campo minato. Il 10 ottobre partecipò ad un bombardamento di Cherbourg, dove erano stati trasferiti dei cacciatorpediniere tedeschi per disturbare il traffico mercantile britannico. Il 29 novembre seguente avvistò i cacciatorpediniere tedeschi Karl Gastner, Hans Lody ed Erich Steinbrink che avevano attaccato un convoglio affondando due navi. Durante l'inseguimento notturno che ne seguì l'Havelin venne colpito da due siluri. La Jupiter abbandonò quindi l'inseguimento per assistere la nave danenggiata.
Nei mesi di gennaio e febbraio 1941 operò nel Mediterraneo. Il 4 marzo seguente, tornato in patria, entrò in cantiere a Devonport per riparazioni. Il 26 giugno tornò in servizio con la Sesta Flottiglia della Home Fleet. Nel mese di luglio subì nuove riparazioni e l'installazione di cannoni da 20 mm Oerlikon per aumentare le difese antiaeree a corto raggio. Tornato in servizio venne assegnato alla Quattordicesima Flottiglia di base ad Alessandria d'Egitto, dove giunse il 24 settembre passando per il Sudafrica dove rimase in cantiere per una settimana per ulteriori riparazioni dovute alla debolezza dello scafo. Nel novembre venne trasferita alla Flotta Orientale e giunse a Singapore il 10 dicembre, non partecipando così alla missione che vide l'affondamento della Prince of Wales e della Repulse.
Il 17 gennaio 1942 affondò il sottomarino giapponese I-60 nei pressi dello Stretto della Sonda dopo averlo attaccato con bombe di profondità, siluri e artiglieria. Il 27 febbraio, durante la battaglia del Mare di Giava, mentre manovrava ad alta velocità per evitare il fuoco delle navi nemiche colpì una mina che la mise completamente fuori servizio. La nave affondò quattro ore dopo. In quella zona la nave posamine olandese Gouden Leeuw aveva steso un campo minato il giorno stesso, senza che le forze alleate ne fossero a conoscenza.